# Leonard Pllana
Leonard Pllana, född 26 augusti 1996 i Mitrovica i FR Jugoslavien (nuvarande Kosovo), är en kosovansk fotbollsspelare (högerytter) som spelar för Gimpo FC i Sydkorea.

## Karriär
Pllanas moderklubb är KF Trepca i Kosovo. Han började hösten 2013 träna med Grebbestads IF, och spelade under 2014 med klubbens andralag. När han fyllde 18 fick han dock inte stanna i Sverige och tvingades åka tillbaka till Kosovo. Efter att Grebbestad löst det byråkratiska kunde Pllana återkomma till klubben, och säsongen 2015 gjorde han 17 mål på 24 matcher för Grebbestads A-lag i division II, vilket gjorde honom till delad tvåa i seriens skytteliga.
Efter succén i Grebbestad värvades Pllana till Dalkurd FF i Superettan, där han skrev på ett treårsavtal. Han hade svårare med målproduktionen i Dalkurd och lånades under 2017 ut till Norrby IF i samma serie. Dalkurd gick upp i Allsvenskan 2018, och Pllana hade fortsatt svårt att få speltid i klubben. Hösten 2018 gick han därför till Göteborgslaget Gais i Superettan. Inte heller där lyckades han göra särskilt många mål, och efter en och en halv säsong i Gais värvades han i november 2019 av IK Brage, där han skrev på ett treårskontrakt. I Brage fick han till sist målproduktionen att lossna, och efter 13 mål på 28 matcher för Brage i Superettan 2021 värvades han i januari 2022 av sydkoreanska Jeonnam Dragons. I februari 2024 gick han till ligakonkurrenten Gimpo FC.